# 4032 Chaplygin
4032 Chaplygin (1985 UT4) là một tiểu hành tinh vành đai chính được phát hiện ngày 22 tháng 10 năm 1985 bởi Lyudmila Zhuravleva ở Nauchnyj.